# Levocetirizina
Es un antihistamínico de segunda generación, derivado (enantiómero) de la Cetirizina, usado para aliviar los síntomas de la alergia. La levocetirizina es el enantiómero más activo de la cetirizina y tiene un enantiómero inactivo. (Ver figura 3) 

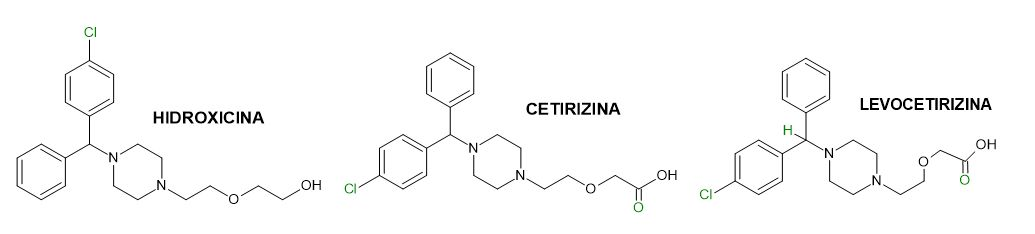
Figura 1. Fórmulas de hidroxicina, cetirizina y levocetirizina

Actúa como un potente antagonista de los receptores H1 de la histamina por ello es indicada para el tratamiento de la rinitis alérgica persistente y urticaria crónica.

## Historia
Antihistamínico de segunda generación desarrollado en los años 90, después de la comercialización de los fármacos antihistamínicos de primera línea (cetirizina, ebastina, loratadina).
En 2001 fue lanzada en Europa, y en 2007 fue aprobada por la FDA y actualmente es comercializada en 49 países del mundo bajo diferentes nombres como xazal®, xyzal®, levobert®, Allevo®, entre otros.

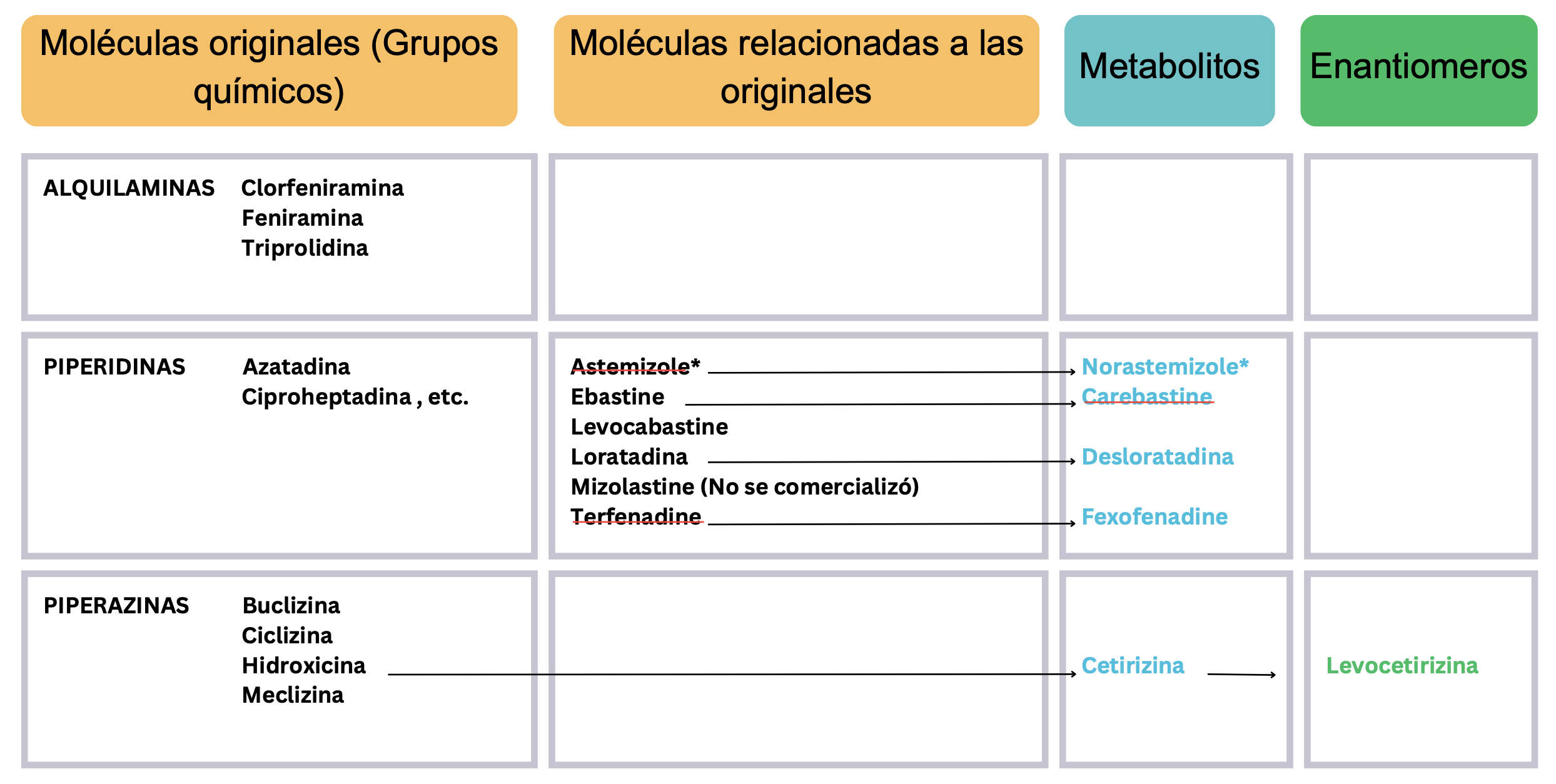
Figura 2.Evolución de los antihistamínicos orales H1

## Farmacocinética

### Vías de administración
- Vía oral.
- Vía intramuscular.

### Absorción
Se absorbe en el intestino delgado, alcanzando la concentración máxima a los 55 minutos tras su administración y la respuesta aparece tras 1 hora, manteniéndose durante 24 horas. Los alimentos no interfieren en su absorción. Por ser parte de los medicamentos de segunda generación está ionizado (hidrosoluble) por eso no pasa barrera hematoencefálica.

### Distribución
El volumen aparente de distribución es restrictivo ya que su valor es de 0,50 l/kg. La unión a proteínas plasmáticas (Albúmina) es del 90 %.

### Metabolismo y Metabolitos
La Levocetirizina tiene un metabolismo mínimo, porque se elimina casi intacta en la orina, se ha demostrado que solo se metaboliza en el hígado en menos del 14 % a través del citocromo P450, lo que resulta en la formación de un metabolito inactivo (Descarboetoxice Cetirizin). Su vida media es de 12 a 24 horas, permitiendo su administración 1 dosis diaria.

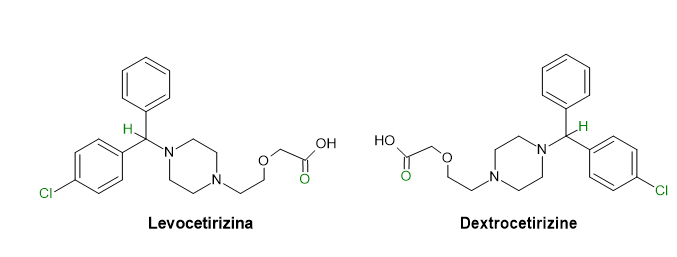
Figura 3.Enantiómero inactivo de la levocetirizina (Dextroceturizine)

### Excreción
Por vía renal, eliminando alrededor de un 85.4 %, mientras que por heces se puede llegar a eliminar solo un 12.9 %. La excreción por vía renal se da por filtración glomerular o por secreción tubular activa del 85,4 %, el 80 % se excreta como fármaco inalterado y esos 5,4 % se elimina como droga y metabolitos.

## Farmacodinamia

### Mecanismo de Acción
La levocetirizina tiene elevada especificidad por los receptores H1, que se ubican en terminales nerviosas, neuronas, endotelio y células musculares lisas, los receptores H1 de la histamina, están acoplados a proteína G, activando la vía que implica a fosfolipasa C e IP3, que beneficia el incremento de concentraciones intracelulares del calcio. Al ser un medicamento de segunda generación su acción bloquea el receptor H1 y también inhibe la desgranulación de mastocitos. Su acción en el sistema nervioso central es débil debido a su limitado paso por la barrera hematoencefálica.

### Efectos
- Bloqueo de los receptores de histamina H1: Reduce la respuesta alérgica. Este bloqueo ayuda a aliviar los síntomas de la alergia, como la picazón, la secreción nasal, los estornudos y la congestión.
- Efecto antiprurítico: Alivia la picazón en la piel asociada con reacciones alérgicas, como la urticaria.
- Efecto antiinflamatorio: Reduce la liberación de mediadores inflamatorios, como la histamina, el PAF y las citoquinas.
- Efecto sedante: Tiene un perfil de sedación mínimo debido a su limitada capacidad para atravesar la barrera hematoencefálica. Sin embargo, en dosis más altas, puede causar cierta somnolencia, por lo que se recomienda precaución al realizar actividades que requieran atención y concentración, como conducir o manejar maquinaria.[4]

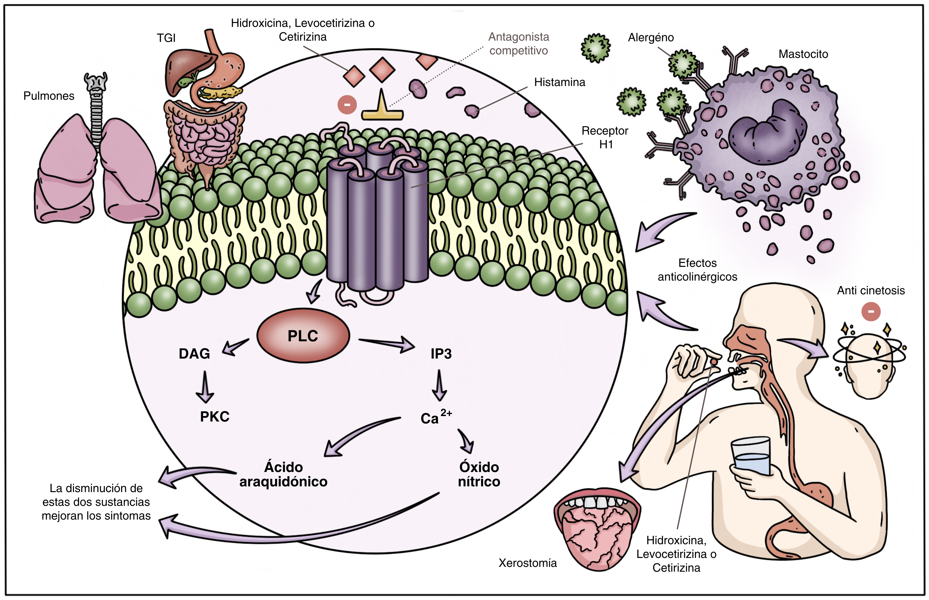
Figura 4. Mecanismo de acción de levocetirizina en músculo liso.

## Interacciones
| Fármacos que interaccionan con levocetirizina |                                                                                  |
| Fármaco                                       | Resultados de la interacción                                                     |
| Sedantes o hipnóticos                         | Farmacodinamia: Aumento del efecto sedante y somnolencia excesiva                |
| Depresores del sistema nervioso central (SNC) | Farmacodinamia: Aumento del efecto sedante y disminución de la alerta            |
| Antidepresivos tricíclicos                    | Farmacodinamia: Aumento del efecto sedante y mayor riesgo de efectos secundarios |

## Usos clínico

### Indicaciones
Indicación 01
Indicado en pacientes pediátricos menores a 2 años para el tratamiento de:
- Rinoconjuntivitis alérgica estacional y perenne
- Urticaria crónica

Indicación 02
Se usa frecuentemente para aliviar la sintomatología del resfriado común, tales como rinorrea, estornudos, eritema, prurito y el lagrimeo ocular.

### Efectos adversos
Para la evaluación de las reacciones adversas (RAM) se tendrán en cuenta los criterios de la CIOSM.
| Reacciones adversas a Levocetirizina                              |                 |                                                                  |
| Sistema implicado                                                 | Grupo CIOSM     | Tipo de reacción                                                 |
| Trastornos psiquiátricos                                          | Poco frecuentes | Agitación y confusión                                            |
| Trastornos psiquiátricos                                          | Raros           | Desorientación y alucinaciones                                   |
| Trastornos psiquiátricos                                          | Muy raros       | Agresión, depresión y tics                                       |
| Trastornos Oculares                                               | Raros           | Visión borrosa                                                   |
| Trastornos Cardiacos                                              | Raros           | Paro cardiaco, fibrilación ventricular y taquicardia ventricular |
| Trastornos Cardiacos                                              | No conocida     | Arritmias ventriculares, prolongación de intervalo QT            |
| Trastornos Vasculares                                             | Raros           | Hipotensión                                                      |
| Sistema Gastrointestinal                                          | Frecuentes      | Estreñimiento                                                    |
| Trastornos renales y urinarios                                    | Raros           | Retención urinaria                                               |
| Trastornos generales y alteraciones en el lugar de administración | Raros           | Malestar, pirexia                                                |
| Trastornos generales y alteraciones en el lugar de administración | No conocida     | Astenia, edema                                                   |

### Contraindicaciones
- Pacientes dializados o con insuficiencia renal grave con un aclaramiento de creatinina inferior a 10 ml/min.
- Historia de hipersensibilidad a la levocetirizina, a cualquier otro componente de la formulación o a cualquier derivado piperazínico.
- Contraindicado en pacientes con ataque agudo de asma.
- Se recomienda precaución con el consumo de alcohol simultáneo al medicamento.
- Los pacientes que tengan problemas hereditarios raros de intolerancia a la galactosa, deficiencia de lactosa Lapp o mala absorción de la glucosa-galactosa no deberían ingerir este medicamento.

Embarazo: No genera toxicidad fetal, ni neonatal y tampoco produce malformaciones. Sin embargo, no se recomienda su uso durante periodos de lactancia. Medicamento tipo B según la clasificación FDA.
Niños: Menores de un año pueden producir apnea del sueño; en recién nacidos y prematuros hay mayor susceptibilidad a los efectos anticolinérgicos estimulantes del sistema nervioso central, con mayor riesgo de presentar convulsiones. Por los efectos sedantes que pueden afectar el desempeño escolar, los antihistamínicos no son bien recomendados en niños.
Los pacientes geriátricos: tienen mayor riesgo de presentar mareo, sedación, confusión, hipotensión y reacciones paradójicas de excitación, así como efectos anticolinérgicos; los pacientes con deterioro de la función hepática son más susceptibles a presentar toxicidad.

### Sobredosis
- Dosis tóxica: Niños y adultos: 0,35 mg/kg[5]

Síntomas:
- Somnolencia extrema.
- Cansancio extremo.
- Dificultad para mantenerse despierto.
- Confusión mental y mareos.
- Sequedad en la boca.
- Aumento de la frecuencia cardiaca o palpitaciones.[5]

Presentaciones
- Jarabe 5 mg/ml y 5 mg/10 ml
- Tabletas 5 mg
- Cápsulas 5 mg
- Tableta oro dispersable de 5 mg

Nombres comerciales:
LEVOCETIRIZINA®, ANTISS®, CEHALER®, CETIMER®, DRILYNA®, LECETIR®, LEVOC®, LEVOPRAZ®, LEVOTREX®, LEZAT®, ZYXEN®.

## Uso veterinario
Es una antihistamínico útil en felinos y caninos para controlar la sintomatología de las alergias que causan principalmente comezón.